# NGC 3696
NGC 3696 ist eine Spiralgalaxie vom Hubble-Typ Sbc im Sternbild Becher. Sie ist schätzungsweise 233 Millionen Lichtjahre von der Milchstraße entfernt.
Das Objekt wurde im Jahre 1886 von Francis Leavenworth entdeckt.